# Поцолеоне
Поцолео̀не (на италиански: Pozzoleone; на венециански: Posołeon, Посолеон) е малко градче и община в Северна Италия, провинция Виченца, регион Венето. Разположено е на 56 m надморска височина. Населението на общината е 2775 души (към 2015 г.).